# Instytut Historii Uniwersytetu Rzeszowskiego
Instytut Historii Uniwersytetu Rzeszowskiego (IH UR) – jednostka dydaktyczno-naukowa należąca do struktur Kolegium Nauk Humanistycznych Uniwersytetu Rzeszowskiego, powstała w 1983 roku z przekształcenia dotychczasowej katedry w instytut. W jej skład wchodzi 9 zakładów oraz 6 pracowni. Posiada uprawnienia do nadawania stopni naukowych doktora i doktora habilitowanego oraz wnioskowania o nadanie tytułu naukowego profesora. Prowadzi działalność dydaktyczną i badawczą związaną z ideologią Imperium Rzymskiego, pograniczem etnicznym polsko-ruskim i polsko-słowackim czasów nowożytnych i najnowszych, historią i kulturą Polski południowo-wschodniej na przestrzeni dziejów, badaniami nad emigracją zarobkową z Małopolski, ruchami społeczno-politycznymi na terenie Małopolski w XIX i XX wieku, stosunkami polsko-czesko-słowackimi oraz polsko-niemieckimi czasów najnowszych oraz dydaktyką historii. Instytut kształcił studentów na kierunkach historia, kulturoznawstwo i turystyka historyczno-kulturowa. Instytut wydaje własne publikacje naukowe: Limes, Historic@, Zeszyty Naukowe "Semper Fidelis" oraz CooltURalni.
W Instytucie Historii zatrudnionych było (stan na rok akademicki 2013/2014) 43 pracowników naukowo-dydaktycznych, w tym 8 z tytułem profesora zatrudniony na stanowisku profesora zwyczajnego, 11 doktorów habilitowanych na stanowisku profesora nadzwyczajnego, 23 doktorów na stanowisku adiunkta oraz jeden doktor na stanowisku asystenta.

## Historia
Początki studiów historycznych w Wyższej Szkole Pedagogicznej w Rzeszowie sięgają roku akademickiego 1973/1974, kiedy to zorganizowano zaoczne i wieczorowe studia magisterskie. 1 października 1974 roku powołano do życia Samodzielny Zakład Historii, w którym pracowało 4 nauczycieli akademickich. Od roku akademickiego 1974/1975 studia zaoczne zostały przeniesione do Przemyśla. Wzmożone wysiłki zmierzające do poszerzenia kadry naukowej zakładu zaowocowały uruchomieniem w Rzeszowie w roku akademickim 1977/1978 stacjonarnych historycznych studiów magisterskich. Ważnym momentem było przekształcenie w roku akademickim 1981/1982 Samodzielnego Zakładu Historii w Katedrę Historii, a następnie w roku akademickim 1982/1983 w Instytut Historii.
Od 1999 roku Rada Wydziału posiada uprawnienia do nadawania stopnia i tytułu naukowego doktora habilitowanego nauk humanistycznych w zakresie historii.
W roku akademickim 2012/2013 na instytucie kształciło się 651 studentów w trybie dziennym, a także 69 doktorantów i 65 słuchaczy studiów podyplomowych.

## Kierunki kształcenia
W Instytucie Historii Uniwersytetu Rzeszowskiego prowadzone są studia pierwszego stopnia, trwające 3 lata i kończące się uzyskaniem tytułu zawodowego licencjata. Studenci mają do wyboru następujące kierunki i specjalizacje:
- historia
  - nauczycielska
  - archiwistyka współczesna
- kulturoznawstwo
  - animacja społeczności lokalnych
  - procesy kulturowe w Europie Środkowo-Wschodniej

Po ukończeniu studiów licencjackich ich absolwenci mogą kontynuować naukę na studiach drugiego stopnia (magisterskich uzupełniających), które trwają 2 lata i kończą się uzyskaniem dyplomu magistra na kierunkach i specjalnościach:
- historia
  - wschodnioeuropejska
  - ogólnohistoryczna
  - wojsko i polityka
  - nauczycielska
- kulturoznawstwo
  - pracownik instytucji kultury
  - zarządzanie instytucjami kultury
  - heritologia. Studia nad dziedzictwem kulturowym

Poza tym na Instytucie Historii prowadzone są studia podyplomowe dla nauczycieli chcących uczyć historii lub wiedzy o społeczeństwie. W ramach Wydziału Socjologiczno-Historycznego prowadzone są 4-letnie studia doktoranckie z historii (stacjonarne i niestacjonarne). Ich funkcjonowanie w zasadniczym stopniu zapewniają pracownicy Instytutu Historii. Po ich ukończeniu ich absolwenci uzyskują stopień naukowy doktora nauk humanistycznych w zakresie historii.

## Poczet dyrektorów
Lista niepełna:
1. ks. dr hab. Stanisław Nabywaniec (2005–2008)
2. prof. dr hab. Włodzimierz Bonusiak (2008–2012)
3. dr hab. Jolanta Kamińska-Kwak (2012–2016)
4. dr hab. Andrzej Bonusiak (2016-2024)
5. dr hab. Jan Pisuliński (od 2024 r.)

## Władze Instytutu
W kadencji 2024–2028:
| Stanowisko         | Imię i nazwisko            |
| ------------------ | -------------------------- |
| Dyrektor           | dr hab. Jan Pisuliński     |
| Zastępca Dyrektora | dr hab. Paweł Korzeniowski |
| Zastępca Dyrektora | dr Małgorzata Skulimowska  |

W kadencji 2020–2024:
| Stanowisko         | Imię i nazwisko            |
| ------------------ | -------------------------- |
| Dyrektor           | dr hab. Andrzej Bonusiak   |
| Zastępca Dyrektora | dr Agnieszka Kawalec       |
| Zastępca Dyrektora | dr hab. Paweł Korzeniowski |

## Struktura organizacyjna[3]
Zakład Historii Starożytnej i Orientalistyki
Zakład Historii Nowożytnej i Dziejów Kościoła
Zakład Historii XIX wieku
Zakład Historii Najnowszej
Zakład Historii Gospodarczej i Społecznej
Zakład Turystyki Historycznej i Kulturowej
Zakład Edukacji i Kultury Historycznej
Zakład Historii Historiografii i Metodologii Historii
Zakład Kulturoznawstwa
Pracownia Historii Średniowiecznej i Nordystyki Starszej
Pracownia Archiwistyki i Nauk Pomocniczych Historii
Pracownia Historii Wojskowej
Pracownia Historii i Kultury Żydów
Pracownia Technicznych Środków Nauczania i Kształcenia
Pracownia Humanistyki Cyfrowej